# Dune di Maspalomas

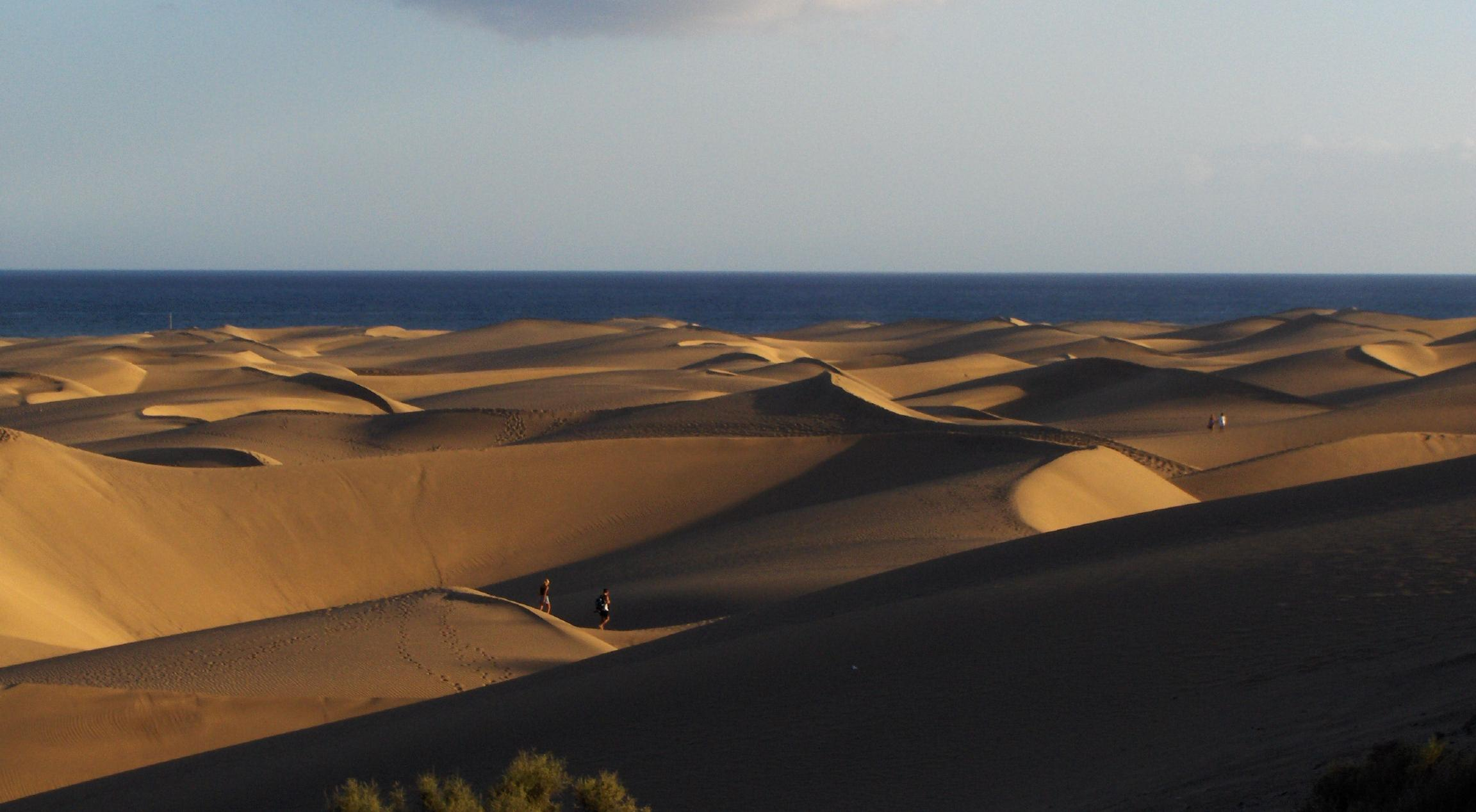
Le dune di Maspalomas

Le Dune di Maspalomas costituiscono un piccolo deserto di circa 4 km² situato nel municipio di San Bartolomé de Tirajana, a ridosso tra Maspalomas e Playa del Inglés sull'isola di Gran Canaria, di cui occupa la parte più meridionale.

## Geografia
Le Dune di Maspalomas delimitano la parte inferiore dell'isola e ne rappresentano il punto più a sud, oltre il quale si apre l'Oceano Atlantico.